# Деонтей Вайлдер — Тайсон Ф'юрі
Деонтей Вайлдер проти Тайсона Ф'юрі (англ. Deontay Wilder vs. Tyson Fury) — професійний боксерський 12-й раундовий поєдинок у важкій вазі, за титул чемпіона світу за версією World Boxing Council, яким володіє Деонтей Вайлдер. Бій відбувся 1 грудня 2018 року в Стейплс-центріу Лос-Анджелесі.
По ходу бою домінував Ф'юрі, але Вайлдер двічі відправляв його в нокдаун (в 9-у та 12-у раундах). Поєдинок тривав 12 раундів і завершився нічиєю роздільним суддівським рішенням.

## Передісторія
Після того як восени 2013 року екс-чемпіон світу у двох вагових категоріях Девід Хей переніс операцію і оголосив про те, що завершив кар'єру боксера, Тайсону Ф'юрі довелося шукати нового суперника. І він відразу ж кинув виклик американцю Деонтею Вайлдеру. Бій Ф'юрі був запланований на 8 лютого 2014 року в Англії. Як повідомляли WBN, представники Вайлдера були не проти почати переговори про організацію цього поєдинку. Однак промоутер важкоатлета Дерека Чісори, Френк Воррен, закликав Тайсона Ф'юрі прийняти матч-реванш з Дереком і провести його 8 лютого 2014 року.
У листопаді 2013 року промоутер Тайсона Ф'юрі, Мік Хеннессі, підтвердив інформацію про початок переговорного процесу з командою американця Деонтея Вайлдера. У той же час Вайлдер, за словами промоутера був лише одним з можливих варіантів.
В результаті сторонам боксерів не вдалося домовитися про проведення бою, і 8 лютого 2014 року Тайсон Ф'юрі повторно зустрівся з Дереком Чісорою, маючи намір вийти на чемпіонський бій з Володимиром Кличком, який володів на той час поясами за версіями WBA (super), IBF, WBO. У той час як Деонтей Вайлдер вирішив рухатися по лінії WBC.

## Хід бою
Перші два раунди пройшли в обережній розвідці. Вайлдер тиснув, Ф'юрі активно рухався і всіляко смикав противника. Починаючи з третього раунду Ф'юрі став діяти впевненіше і заволодів явною перевагою, переграючи суперника за рахунок швидкості та великої кількості ударів. Чемпіон намагався закінчити бій одним попаданням, але постійно промахувався і виглядав розгубленим. На початку дев'ятого раунду Ф'юрі пропустив неточний, але сильний удар праворуч і опинився в нокдауні. 10 і 11 раунди пройшли вкрай сумбурно, з великою кількістю клінчів та обмінів. На початку 12-го раунду Вайлдер провів комбінацію правий прямий-лівий боковий і відправив Ф'юрі у важкий нокдаун. Ф'юрі дивом піднявся на останній секунді відліку і зумів протриматися до гонгу.
За підсумками 12-ти раундів судді роздільним рішенням зафіксували нічию.

## Андеркарт
| Боксер                          | Підсумок бою | Боксер                                | Примітки                                                                                         |
| ------------------------------- | ------------ | ------------------------------------- | ------------------------------------------------------------------------------------------------ |
| Деонтей Вайлдер (40-0, 39 KO)   | SD (12)      | Тайсон Ф'юрі (27-0, 19 KO)            | Бій за титул чемпіона світу за версією WBC (8-я захист Вайлдера) у важкій вазі (понад 90,7 кг).  |
| Джарретт Херд (22-0, 15 KO)     | KO 4 (12)    | Джейсон Велборн (24-6, 7 KO)          | Бій за титули чемпіона світу за версіями WBA Super, IBF і IBO в 1-й середній вазі (до 69,85 кг). |
| Марк Ентоні Барріга (9-0, 1 KO) | SD (12)      | Карлос Лікона (13-0, 2 KO)            | Бій за вакантний титул чемпіона світу за версією IBF в мінімальній вазі (до 47,63 кг).           |
| Луїс Ортіс (29-1, 25 KO)        | KO 10 (10)   | Тревіс Кауффман (32-2, 23 KO)         | Бій у важкій вазі (понад 90,7 кг).                                                               |
| Джозеф Джойс (6-0, 6 KO)        | KO 1 (10)    | Джо Генкс (23-2, 15 KO)               | Бій у важкій вазі (понад 90,7 кг).                                                               |
| Кріс Арреола (36-5-1, 31 KO)    | RTD 6 (8)    | Маурензо Сміт (20-10-4, 13 KO)        | Бій у важкій вазі (понад 90,7 кг).                                                               |
| Ісаак Лове (15-0-3, 5 KO)       | KO 5 (10)    | Лукас Рафаель Баес (34-16-5, 18 KO)   | Бій у другому напівлегкій вазі (до 58,97 кг).                                                    |
| Джуліан Вільямс (25-1-1, 15 KO) | KO 2 (8)     | Франсиско Хав'єр Кастро (28-8, 23 KO) | Бій в першій середній вазі (до 69,85 кг).                                                        |

Після бою вони пішли в роздягальню, потім роїхалися по домівках.